# Geocrinia
Geocrinia és un gènere de granotes de la família Myobatrachidae que es troba a Austràlia.
Es troba amenaçat d'extinció per la pèrdua del seu hàbitat natural.

## Taxonomia
| Nom comú | Nom binomial                                          |
| -------- | ----------------------------------------------------- |
|          | Geocrinia alba (Wardell-Johnson & Roberts, 1989)      |
|          | Geocrinia laevis (Günther, 1864)                      |
|          | Geocrinia leai (Fletcher, 1898)                       |
|          | Geocrinia lutea (Main, 1963)                          |
|          | Geocrinia rosea (Harrison, 1927)                      |
|          | Geocrinia victoriana (Boulenger, 1888)                |
|          | Geocrinia vitellina (Wardell-Johnson & Roberts, 1989) |